# Madison (Nebraska)
Madison – miasto w Stanach Zjednoczonych, w stanie Nebraska, siedziba administracyjna hrabstwa Madison.